# سید ضیاءالدین سجادی
سید ضیاءالدین سجادی (زادهٔ ۱۲۹۹ خورشیدی در مشهد - درگذشتهٔ ۳ مرداد ۱۳۷۵ در تهران) استاد دانشگاه، پژوهش‌گر ادبیات فارسی، مترجم و مصحح ایرانی بود.

## زندگی
سید ضیاءالدین سجادی در خانواده‌ای روحانی در سال ۱۲۹۹ خورشیدی در مشهد چشم به جهان گشود. پدرش حاج سید مصطفی سرابی خراسانی از فضلا و ادبای مشهد بود که ادبیات را نزد ادیب نیشابوری و فلسفه را نزد حاجی فاضل آموخته و خود اهل شعر و ذوق بود. سجادی با توشهٔ علم و فضل موروث و مکتسب در سال ۱۳۲۱ به تهران برای تحصیلات عالیه آمد و به تحصیل رشتهٔ زبان و ادبیات فارسی پرداخت. دانشگاه تهران در آن روزگار از وجود استادان برجسته‌ای همچون بدیع‌الزمان فروزانفر، جلال‌الدین همایی، احمد بهمنیار، ملک‌الشعرای بهار، میرزا عبدالعظیم قریب و ابراهیم پورداوود برخوردار بود و سجادی از محضر این بزرگان استفاده کرد. در سال ۱۳۳۴ از رسالهٔ دکتری خود - که دربارهٔ خاقانی شروانی بود - دفاع کرد و همین موجب شد که او در طی زندگی به بررسی و تفحص در آثار و اشعار خاقانی بپردازد. از سال ۱۳۴۴ در سمت استادیِ زبان و ادبیات فارسی دانشسرای عالی و دانشگاه تهران و بعدها تربیت معلم، دانشگاه شهید بهشتی و دانشگاه فردوسی مشهد مشغول تدریس شد. سجادی در ۲۶ شهریور ۱۳۸۱ به عنوان یکی از مفاخر فرهنگی ایران معرفی شد.

## سخنرانی‌ها
سجادی در ۶۵ کنگره و مجمع و مجلس علمی و ادبی به سخنرانی پرداخت که بیشترشان در مجموعه سخنرانی‌ها و مقالات آن کنگره‌ها و مجامع به چاپ رسیده‌است. از جملهٔ این مجامع، کنگره‌های تحقیقات ایرانی، کنگرهٔ بزرگداشت فردوسی، حافظ، بیهقی، ناصر خسرو، کنگرهٔ ایران‌شناسان، کنگرهٔ جهانی سعدی و حافظ، نشست‌های بحث دربارهٔ زبان و ادبیات فارسی، کنگرهٔ بزرگداشت سیبویه، کنگرهٔ جهانی نظامی گنجوی، کنگرهٔ جهانی خواجوی کرمانی و کنگرهٔ جهانی خاورشناسان بود.

## عضویت در انجمن‌ها
سجادی عضو انجمن ایرانی فلسفه و علوم انسانی، انجمن استادان زبان و ادبیات فارسی و کنگره تحقیقات ایرانی نیز بود.

## تقدیرنامه‌ها
سید ضیاءالدین سجادی، در دوران خدمت خود، چندین تقدیرنامه از وزارت فرهنگ سابق، انتشارات رادیو ایران، وزارت فرهنگ و هنر، وزارت علوم و آموزش عالی، دانشسرای عالی و دانشکده ادبیات و علوم انسانی دانشگاه تهران دریافت کرد.

## آثار و تالیفات
- دیوان خاقانی شروانی[۳]
- مجموعه نامه‌های خاقانی شروانی[۳]
- مثنوی ختم‌الغرائب خاقانی[۴]
- شرح قصیدهٔ مسیحیت از شمس‌الدین لاهیجانی[۵]
- حواشی دکتر محمد معین بر اشعار خاقانی[۶]
- مثنوی‌های قضا و قدر[۷]
- مفتاح‌الکنوز (رضاقلی خان هدایت)[۵]
- یک دوره کتاب فارسی و دستور و تاریخ ادبیات دبیرستانی
- شرح حال شاعران در کارنامهٔ بزرگان ایران
- شرح حال شاعران در فرهنگ امیرکبیر
- گزیدهٔ اشعار خاقانی[۸]
- در مکتب استاد[۹]
- گزیدهٔ اشعار سنایی[۱۰]
- رسالهٔ تحقیق در اشعار و امثال فارسی تاریخ بیهقی
- سخنان گزیده دربارهٔ فردوسی و شاهنامه
- کوی سرخاب تبریز و مقبرةالشعرا
- فرهنگ لغات و تعبیرات با شرح اعلام و مشکلات دیوان خاقانی شروانی
- اشعار معروف و گویندگان آنها[۱۱]
- انسان در قرآن کریم
- دیباچه‌نگاری در ده قرن

## نظارت بر چاپ کتاب‌ها و نگارش مقدمه و حواشی
گذشته از آنچه ذکر شد، استاد سجادی بر چاپ کتاب‌هایی نظارت می‌کرد یا مقدمه، حواشی و توضیحات بر آن‌ها می‌نوشت که می‌توان به موارد زیر اشاره کرد: چاپ دوم تاریخ ادبیات ایران تألیف جلال‌الدین همایی؛ جشن‌نامهٔ محمدتقی مدرس رضوی؛ مقدمه بر رباعیات خیام به خط حسین خسروی، ۱۳۷۰؛ تاریخ ادبی ایران از صفویه تا عصر حاضر، نوشتهٔ ادوارد براون، ترجمهٔ دکتر بهرام مقدادی، ۱۳۶۸، با همکاری دکتر عبدالحسین نوایی؛ مقدمه و توضیحات و حواشی بر تاریخ ادبیات عرب نوشتهٔ رینولد نیکلسون، ترجمهٔ کیوان‌دخت کیوانی.
سید ضیاءالدین سجادی استاد دانشگاه تهران در مقدمه کتاب «منتخب اشعار اعتماد» اثر سید احمد اعتماد الاسلام درباره ایشان چنین می گوید: من او را از روی آثارش شناختم و دانستم که مردی بوده‌است طالب علم و اهل فضل و صاحب ذوق و متدین و با همه دیانت و تقوی مردی روشندل و تجدد خواه بوده، به همه آداب و مراسم دینداری عمل می‌کرده و راه و رسم تجدد و زندگانی نوین آنروز را نیز طرفدار بوده‌است. در انواع شعر طبع آزمایی نموده و در غزل و قصیده و مثنوی و رباعی وارد شده و نمودارهایی به‌دست داده است.

## مقاله‌ها
از او بیش از صدوهفتاد مقاله در موضوعات ادبی، علمی، تاریخی، مذهبی، در مجلات و نشریات معتبر و دانشنامه‌ها، از جمله: راهنمای کتاب، یغما، سخن، رادیو ایران، آینده، مجلات دانشکده‌های ادبیات دانشگاه تهران، دانشگاه تربیت معلم، دانشسرای عالی، دانشنامه ایران و اسلام و دانشنامه جهان اسلام، مجموعه مقالات حافظ‌شناسی و نشریات دیگر به چاپ رسیده‌است.

## درگذشت
دکتر سید ضیاءالدین سجادی در ۳ مرداد سال ۱۳۷۵ هـ. ش در تهران درگذشت و در بهشت زهرا به خاک سپرده شد.